# 観音寺 (鴻巣市明用)
観音寺（かんのんじ）は、埼玉県鴻巣市にある真言宗豊山派の寺院。

## 歴史
『武蔵国郡村誌』によれば、1641年（寛永18年）に円信によって開山された。一方、『寺院明細帳』によれば、由緒は不詳となっている。また境内や墓地には寛永以前の石塔や宝篋印塔があることから、それ以前から既に存在していた可能性がある。
現在の本堂は、1976年（昭和51年）に改築されたもので、会合や仏事等の行事で利用できるように、これまでの伝統に囚われない新様式で建てられた。

## 文化財
- 観音寺の庚申塔群（鴻巣市指定有形文化財 昭和40年11月17日指定）[2]

## 交通アクセス
- 吹上駅より徒歩25分。